# Albuquerque közlekedése
Albuquerque (Új-Mexikó) közlekedése (más amerikai nagyvárosokhoz hasonlóan) igen sokrétű.

## Légi közlekedés
A légi szállításért két repülőtér a felelős: az Albuquerque International Support (továbbiakban: ABQ) és a Double Eagle II. Az utóbbi kizárólag katonai- és magángépeket indít/fogad, míg az első a kereskedelmi gépek forgalmát látja el.
Az ABQ területén 4 kifutó is található, melyek közül a leghosszabb meghaladja a 4200 métert is, vagyis akár a világ legnagyobb repülőgépe (Airbus A380) is minden gond nélkül tud landolni. 2006-ban a gépmozgások száma 192 520 volt, utasforgalma 2007-ben több mint 6 667 000 fő volt, ami szinte megegyezik Ferihegy utasforgalmával. Az Államok vezető légitársaságai rendszeresen indítanak járatokat a nagyobb városok felé, de 1-2 diszkont-légitársaság is megtalálható. Egyetlen összefüggő terminálból áll a létesítmény, melyen 23 utashíd található; a terminál fel van osztva A és B részekre. Mindezek mellett teherforgalmat (cargo) is bonyolít: az ABX Air, a FedEx és a UPS jóvoltából.

## Vasúti közlekedés
Az Amtrak Chicago - Los Angeles közötti Southwest Chief járata érinti a belvárost.
A New Mexico Rail Runner Express és a BNSF közös munkájának köszönhetően valósul meg a vasúti közlekedés túlnyomó része. A városból elérhető Sandoval, Bernallio és Valencia megyék, valamint Belen és Bernallio városok is. Várhatóan 2008 végére készül el a pálya, mely összeköti Albuquerquet Santa Fe városával.

## Vízi közlekedés
A város folyója a Rio Grande, melyen a hajó forgalom alacsony. Kizárólag teherszállítás történik, s az is csak ritkán.

## Közúti közlekedés
A várost érinti az I-25-ös és az I-40-es Interstate-autópályák, melyek a városközponttól keletre keresztezik egymást. Csomópontjuk a város legforgalmasabb pontja. Ezenkívül érinti még a 66-os US-autópálya is, mely a városban Central Avenue néven fut át a városon.
Számos lámpával ellátott kereszteződések vannak ellátva biztonsági kamerákkal, melyek azokat az autókat figyelik, akik meghaladják a lámpa piros jelzését.

## Tömegközlekedés
A város tömegközlekedését az ABQ RIDE látja el, mely kiázórlag autóbuszokat üzemeltet. A társaság jól kiépített buszhálózattal rendelkezik a városban.

### Útvonalhálózat
37 vonal található a városban, melyek közül 13 mindennap, 7 hétköznap és szombat, 17 pedig csak hétköznap közlekedik. Közöttük található a város két gyorsjárata is: a 766-os és a 790-es.
- Közlekedik naponta: 1, 2, 3, 5, 8, 10, 11, 16/18, 31, 66, 141, 155, 766
- Közlekedik hétköznap és szombat: 36, 50, 51, 53, 54, 157, 790
- Közlekedik hétköznap: 6, 7, 12, 13, 34, 40, 92, 93, 94, 96, 97, 98, 140, 151, 162, 222, 317

### Díjszabás
*: Csak érvényes diákigazolvánnyal vehető igénybe!

**: Csak az Egyetem külön igazolásával vehető igénybe, melyet évenként be kell szerezni!

## Fordítás
Ez a szócikk részben vagy egészben  az   ABQ_RIDE című angol Wikipédia-szócikk fordításán alapul.  Az eredeti cikk szerkesztőit annak laptörténete sorolja fel. Ez a jelzés csupán a megfogalmazás eredetét és a szerzői jogokat jelzi, nem szolgál a cikkben szereplő információk forrásmegjelöléseként.